# Locomotiva Köf

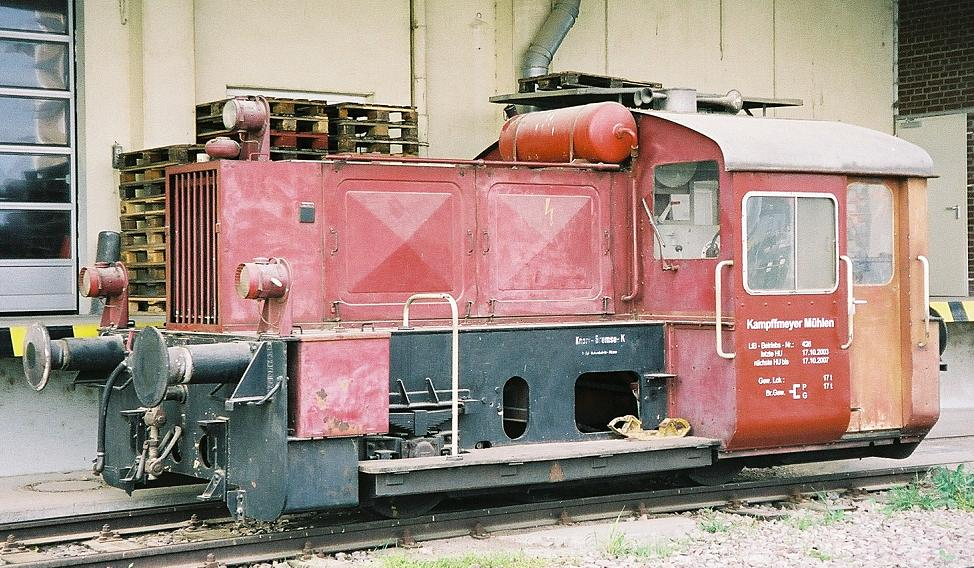
Una locomotiva Köf II Gmeinder, della "Kampffmeyer Mühlen", a Mannheim.

Köf è l'acronimo che identifica alcune piccole locomotive diesel, nonché a trasmissione idraulica, di diverse serie, della Deutsche Reichsbahn e della Deutsche Bundesbahn, progettate per svolgere servizi leggeri di manovra alle stazioni.
Poiché la velocità massima raramente raggiunge i 50 km/h, queste locomotive non sono concepite, né sono adatte per il servizio su tratte più lunghe.
La sigla Köf sta per K = Kleinlokomotive (in tedesco piccola locomotiva), ö = (Öl) (nafta e quindi motore Diesel); la  f = Flüssigkeitsgetriebe indica il tipo di trasmissione idraulica). Questa classificazione fu introdotta nel 1931 dalla Deutsche Reichsbahn.
Le varie serie furono differenziate in base alle capacità di prestazione ed in seguito indicate con un numero romano (Kö I - Kö II - Kö III). L'indicazione fu modificata in cifre arabe di identificazione. Divenne ufficiale nel 1968 nella DB e nel 1970 nella DR della Rdt. Le varie serie hanno una potenza crescente: si parte dai 37 kW per la prima serie per poi passare ai 66 kW della seconda serie e infine ai 177 kW della terza serie.
Nella Deutsche Bahn AG i locomotori hanno queste denominazioni:
Kö I:
Kö II: Serie 310; Serie 321 -  324 (potenza di 66 kW);
Kö III: Serie 331 - 335 (potenza di 177 kW).

## Il Köf in Italia

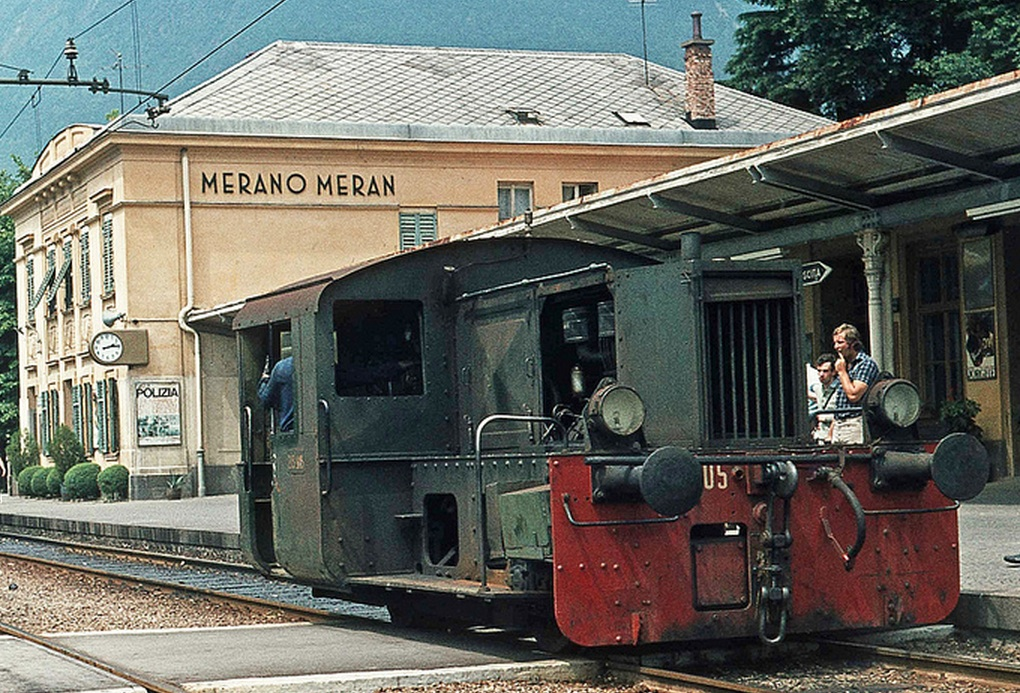
Una locomotiva Köf italiana, immatricolata D.213.

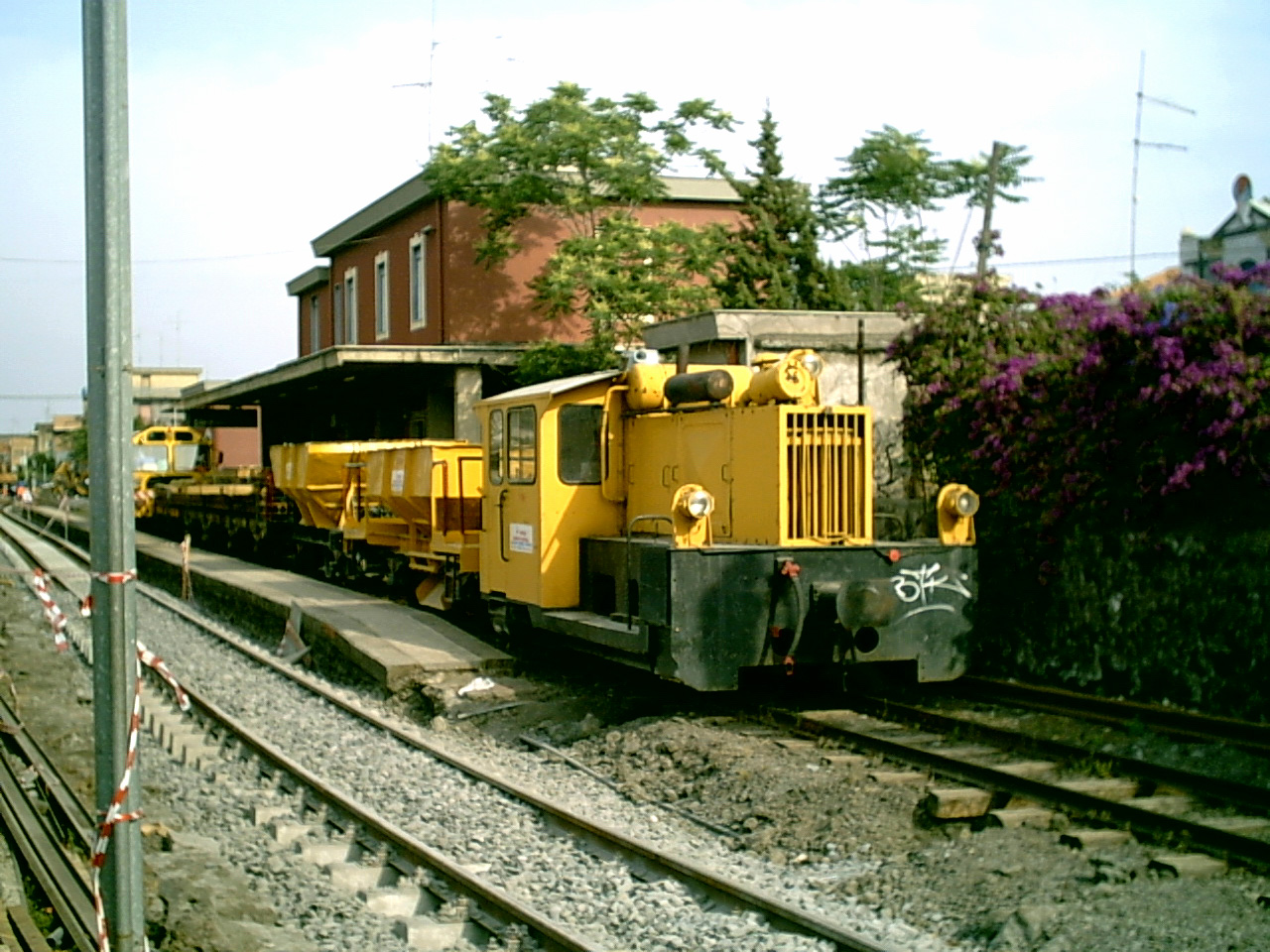
Una locomotiva Köf a scartamento ridotto (950 mm), usata per un treno cantiere, impiegato per l'ammodernamento dell'armamento ferrovviario; qui fotografato alla stazione di Belpasso-Piano Tavola della Ferrovia Circumetnea, nel giugno 2005.

Nelle Ferrovie dello Stato un certo numero di tali locomotive vennero immatricolate nel proprio parco rotabili costituendo l'eterogeneo gruppo 213.
La Ferrovia Roma-Lido ha acquistato nel 1948, contemporaneamente alla cessione di una delle sue locomotive a vapore, un Köf II costruito nel 1940 dalla Deutz AG. per le proprie esigenze interne di movimentazione. 
 Il locomotore è stato acquistato usato dalle Ferrovie dello Stato, dove faceva parte del suddetto gruppo 213, ed è stato immatricolato nel parco rotabili aziendali come locomotiva D.51.
Altri locomotori Köf sono entrati a far parte del parco rotabili della SEPSA, della Ferrovia Arezzo-Sinalunga (oggi gestita da Trasporto Ferroviario Toscano) e della Ferrovia della Valle Caudina (FBN Benevento-Napoli).
Un consistente ma non quantificabile numero di unità delle varie serie, anche a scartamento metrico, immesse in vendita dopo la dismissione dalle varie ferrovie sono state acquisite, usate e ricolorate,  da imprese di lavori e manutenzione ferroviaria e da imprese industriali per i loro raccordi ferroviari interni.

## Galleria d'immagini

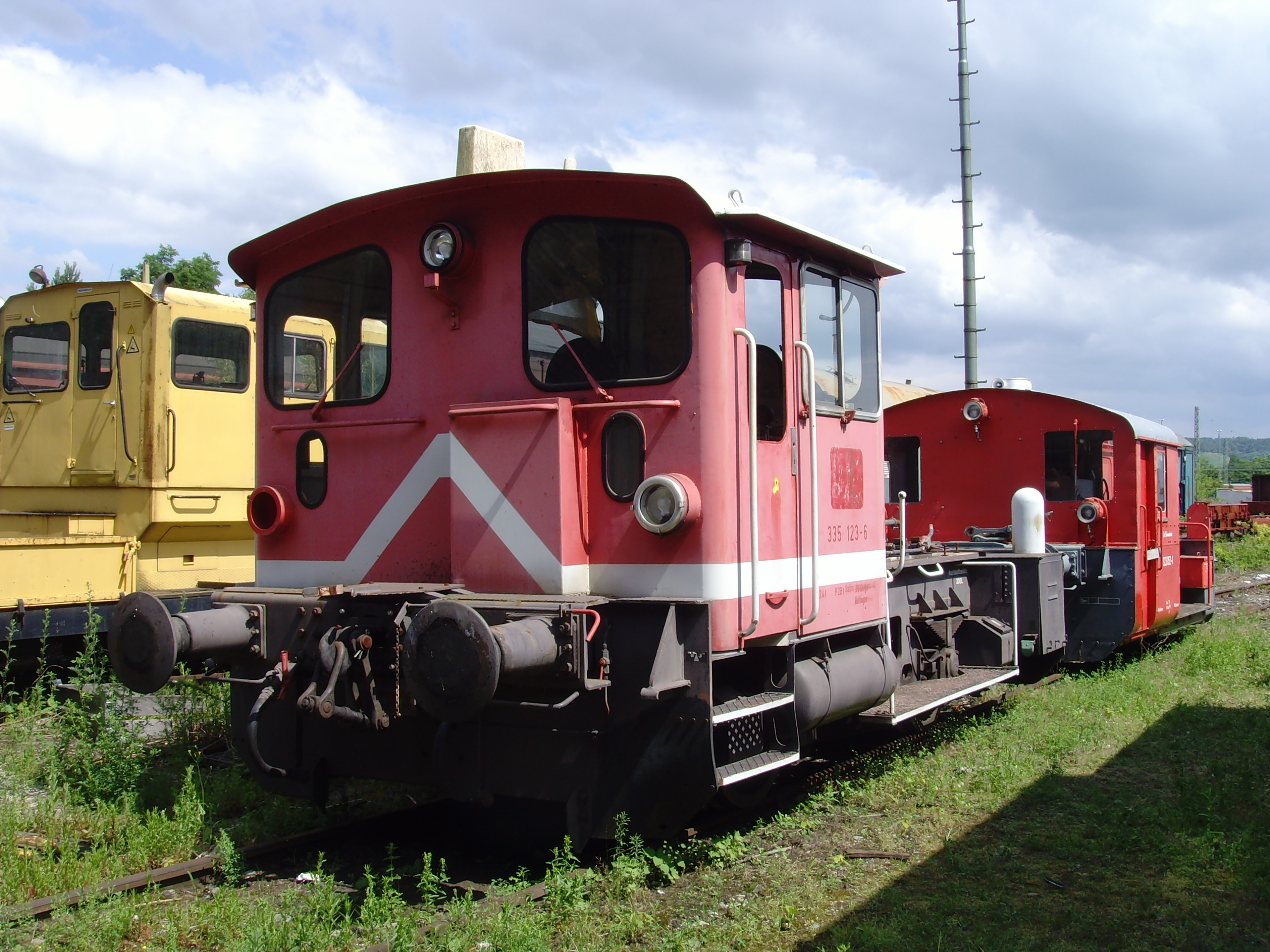
Köf della Deutsche Bahn (Serie 335) a Heilbronn
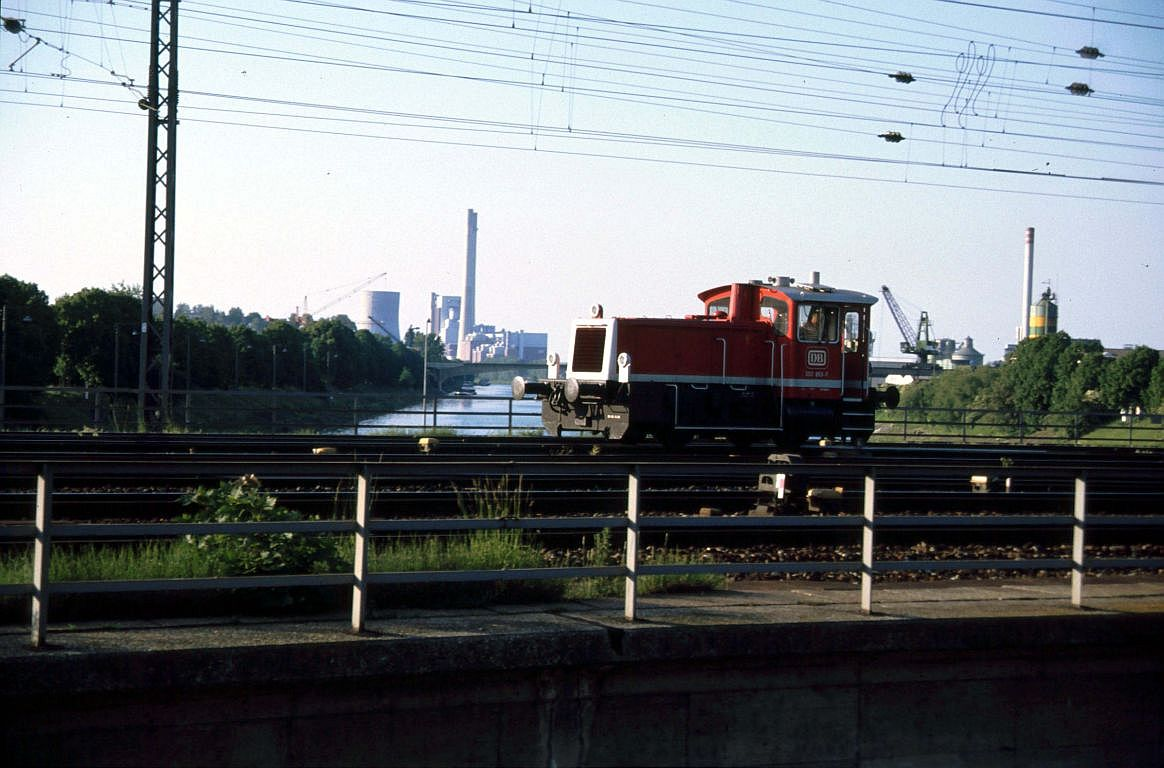
Köf della Deutsche Bahn (Serie 333) a Heilbronn
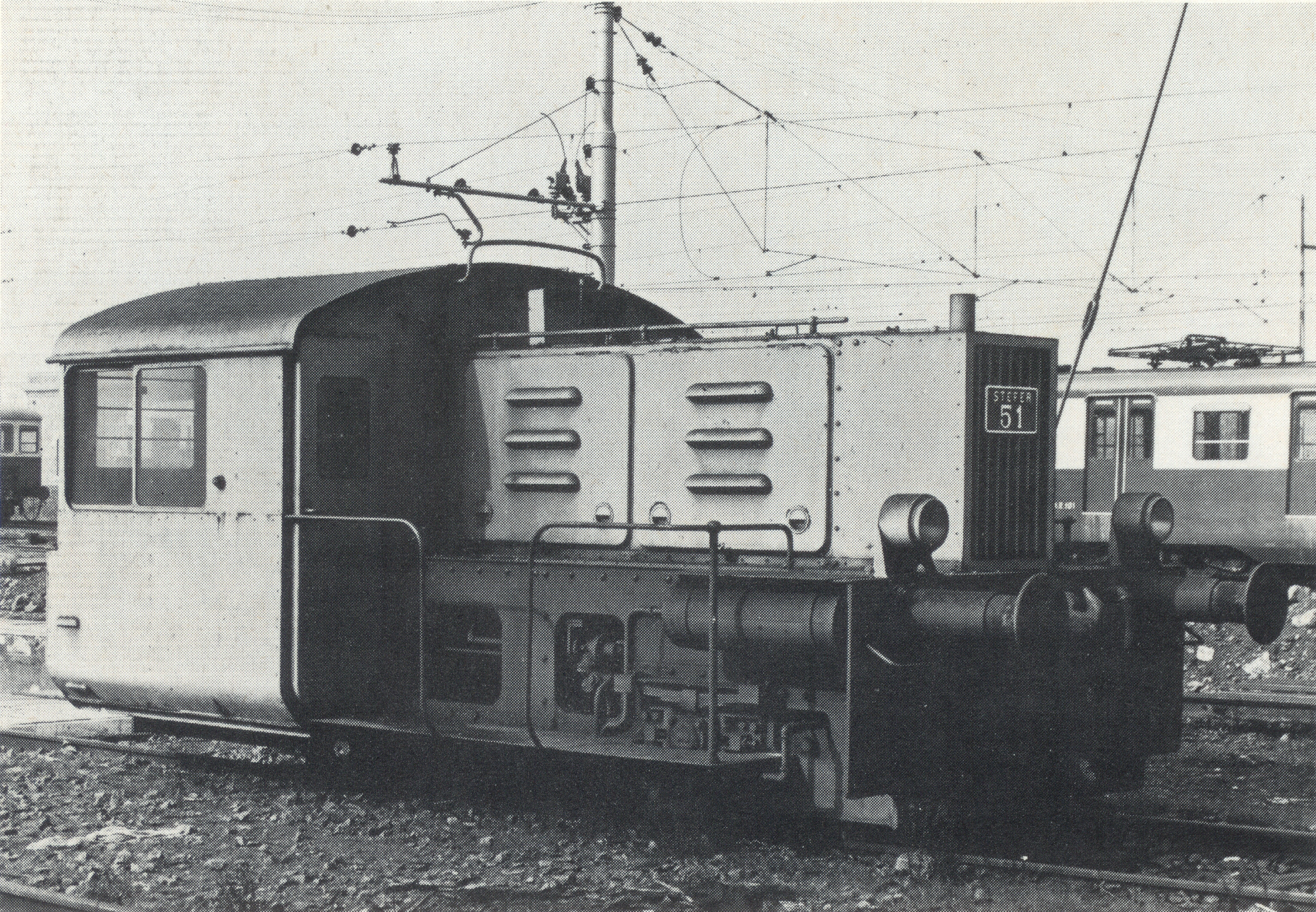
Locomotore Köf II Diesel D 51 della Ferrovia Roma-Lido, acquistato nel 1948 usato dalle F.S., dove faceva parte del gruppo 213, costruito nel 1940 dalla Deutz AG